# Aname aragog
Espèce
Aname aragog est une espèce d'araignées mygalomorphes de la famille des Anamidae.

## Distribution
Cette espèce est endémique du Pilbara en Australie-Occidentale,. Elle se rencontre vers Newman.

## Description
La carapace du mâle holotype mesure 8,9 mm de long sur 6,7 mm et l'abdomen 10,0 mm de long sur 5,9 mm.

## Étymologie
Son nom d'espèce lui a été donné en référence à Aragog.

## Publication originale
- Harvey, Framenau, Wojcieszek, Rix & Harvey, 2012 : Molecular and morphological characterisation of new species in the trapdoor spider genus Aname (Araneae: Mygalomorphae: Nemesiidae) from the Pilbara bioregion of Western Australia. Zootaxa, no 3383, p. 15-38.